# Wu Tingfang
Wu Tingfang (Wu Ting-fang; chino: 伍廷芳; pinyin: Wŭ Tíngfāng; Wade-Giles: Wu3 T'ing2-fang1, también conocido como Ng Choy (chino: 伍才; pinyin: Wŭ Cái; Wade-Giles: Wu3 Ts'ai2; 30 de julio de 1842, Malaca, Colonias del Estrecho – 23 de junio de 1922) fue un diplomático y político chino que sirvió como ministro de asuntos exteriores y brevemente como primer ministro durante los primeros años de la República de China.

## Carrera en Hong Kong

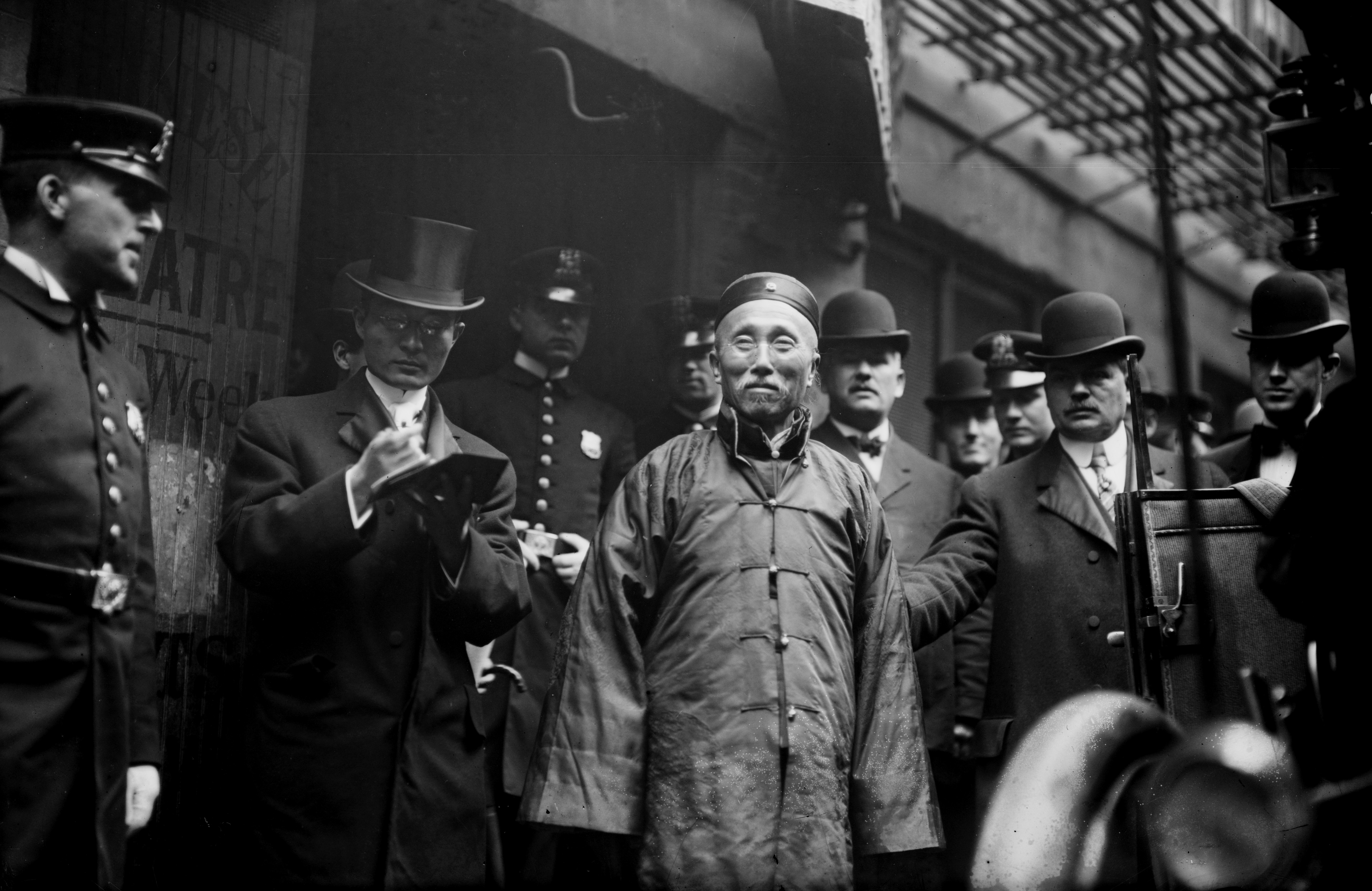
Fotografía de 1908.

Wu nació en las Colonias del Estrecho, ahora moderna Malaca en 1842 y fue enviado a China en 1846 para ser escolarizado. Estudió en el anglicano St. Paul's College de Hong Kong, donde aprendió a leer y escribir en inglés. Después trabajó como intérprete en los tribunales de 1861 a 1874, casándose con Ho Miu-ling (hermana de Sir Kai Ho) en 1864.  
Estudió derecho en el Reino Unido, en la University College London y fue aceptado como abogado en Lincoln's Inn (1876). Wu se convirtió en el primer abogado inglés de etnia china en la historia. Después de trabajar de abogado en Inglaterra, regresó a Hong Kong en 1877 para la práctica del derecho. Fue admitido como barrister en Hong Kong en una ceremonia ante el presidente del Tribunal Supremo John Smale que le dio la bienvenida y dijo:

En Inglaterra cada cargo queda abierto al talento sin que influya el favor o el afecto. Un distinguido estadista norteamericano se ha convertido, y ahora es un ornamento de los tribunales ingleses, y todos saludarán contentos el momento en que un chio se distinga tanto como el eminente consejero al que me refiero. He visto cosas más raras.

Más tarde, Wu se convirtió en la primera persona de etnia china en convertirse en miembro oficioso del Consejo legislativo de Hong Kong (nombrado en 1880).

## Servicio a la dinastía Qing

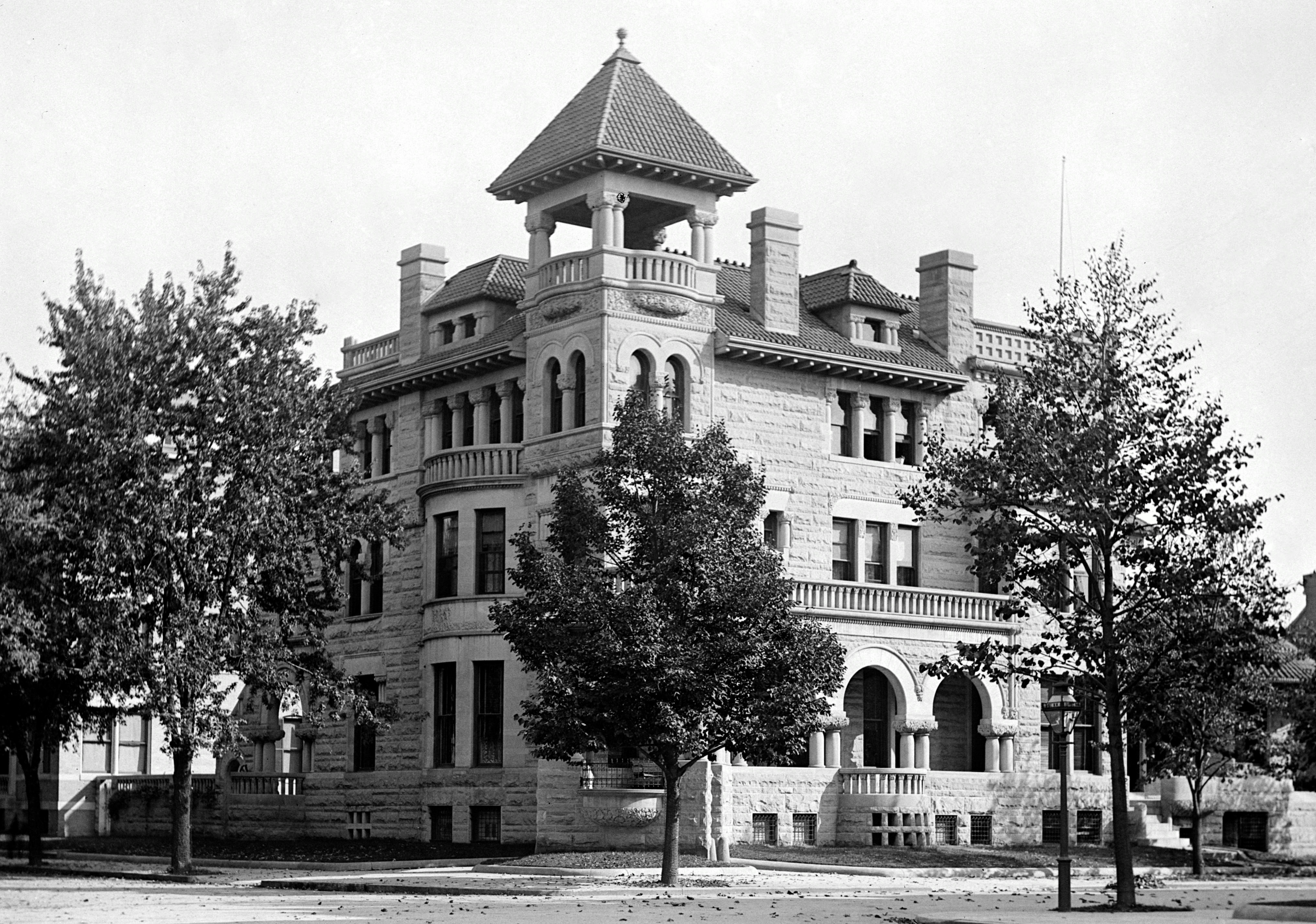
La anterior residencia del enviado Wu y la oficina de la legación Qing a los Estados Unidos, ubicada en el barrio de Dupont Circle en Washington, D. C.

Estuvo al servicio de la dinastía Qing como ministro plenipotenciario en los Estados Unidos, España y Perú desde 1896 hasta 1902 y desde 1907 hasta 1909. En este rol dio muchas conferencias sobre la historia y la cultura chinas, en parte trabajando para contrarrestar la discriminación contra los emigrantes chinos incrementando el aprecio extranjero por su origen.
 Con tal fin, publicó America, through the spectacles of an Oriental diplomat en inglés en 1914 (publicado por Stokes).
A Wu se le menciona varias veces en los diarios de Sir Ernest Satow que fue enviado británico a China en 1900-06. Por ejemplo, el 21 de noviembre de 1903: 

Wu Tingfang vino por la tarde, y estuvo hablando durante hora y media sobre su Código de comercio y temas relacionados. Su idea es también escribir un nuevo Código penal, y aplicar ambos al principio de la apertura de los puertos.

## Servicio posterior a la revolución Xinghai
Apoyó la revolución de Xinhai y negoció en nombre de los revolucionarios en Shanghái. Sirvió brevemente a principios del año 1912 como ministro de Justicia para el gobierno provisional de Nankín, donde defendió fuertemente un poder judicial independiente, basado en su experiencia estudiando la ley y viajando por el extranjero. Después de este breve puesto, Wu fue nombrado ministro de Asuntos Exteriores para el ROC. Sirvió brevemente en 1917 como primer ministro de la República de China.
Se unió al Movimiento de Protección de la Constitución de Sun Yat-sen y se convirtió en miembro de su comité gobernante. Aconsejó a Sun que no se convirtiera en "presidente extraordinario" pero se quedó con Sun después de la elección. Más tarde, sirvió como ministro de asuntos exteriores de Sun y como presidente en funciones cuando Sun estuvo ausente. Murió poco después de que Chen Jiongming se rebelase contra Sun.
| Predecesor: Duan Qirui | Primer ministro de la República de China 1917 | Sucesor: Li Jingxi |

### Para saber más
- Pomerantz-Zhang, Linda. (1992) Wu Tingfang (1842-1922): reform and modernization in modern Chinese history. ISBN 962-209-287-X.